# Джокер (фильм, 2016)
«Джокер» — российский фильм 2016 года, снятый продюсером Сергеем Охотиным и режиссёром Александром Каурых по мотивам ранних рассказов А. П. Чехова (Антоши Чехонте), в основе сюжета лежит рассказ «Женщина без предрассудков» (1883).

## Сюжет
Максим Салютов, достойный всяческих похвал молодой человек, на взлёте своей карьеры влюбляется в Лёлю — девушку не своего круга. Максим собирается с духом, преодолевает робость и, безо всякой надежды, открывает Лёле своё сердце. Ура! Она отвечает взаимностью. Невеста согласна, жених тоже согласен. Кажется, счастье близко. Но не тут-то было!
Как всегда, вмешиваются родственники — близкие и дальние. Одних не устраивает социальное положение и происхождение жениха; других всё устраивает, но тут оказывается, что у самого Максима завалялся «скелет в шкафу». Скелет готов выпасть на всеобщее обозрение, чему немало способствует Вольдемар — приятель юных лет Максима. Вольдемар и есть тот самый дальний родственник, вступивший на скользкий путь шантажа.
Никто не знает, чем бы закончилась эта история для Максима и Лёли; однако в ход событий вмешивается Жорж — старый учитель и наставник Максима, а сам Максим, хоть и с трудом, но решается на ещё одно трудное признание.

## В ролях
- Олег Толкунов — Максим Кузьмич Салютов
- Дарья Щербакова — Лёля (Елена Григорьевна)
- Дмитрий Гриневич — Вольдемар
- Андрей Бажин — Григорий Павлович
- Наталья Ковалёва — Лидия Андреевна
- Дальвин Щербаков — Жорж
- Мария Филимонова — Глаша

## Съёмки
Съёмки фильма проходили в доме-музее М. Н. Ермоловой в Москве (филиал Государственного центрального театрального музея имени А. А. Бахрушина).
В роли матери главной героини Лёли (актриса Дарья Щербакова) снялась её мать — актриса Наталья Ковалёва, а роль Жоржа сыграл отец Дарьи Щербаковой — Дальвин Щербаков.
Премьера фильма состоялась 22 сентября 2016 года в г. Екатеринбурге на Первом Уральском открытом фестивале российского кино. В кинопрокате — с 26 января 2017 года.

## Номинации и награды
- 2016 г. Голливудский фестиваль кино-фильмов в г. Лос-Анджелесе[1]: лучший игровой фильм, лучший режиссёр, лучшая мужская роль (Олег Толкунов), лучшая женская роль (Дарья Щербакова), лучшая операторская работа.
- 2016 г. Пятый Международный кино-фестиваль в г. Саусгемтоне (Великобритания)[2]: фильм получил приз в номинации мужская роль второго плана (Дмитрий Гриневич); а также был номинирован ещё в трёх группах: лучший сценарий, лучший монтаж и лучшая женская роль второго плана.
- 2016 г. 17-й Международный телекинофорум «Вместе!» (г. Москва, Россия): Специальный приз «Литературной газеты»[3][4].
- 2016 г. Первый Красноярский Международный кинофестиваль: Диплом 1-й степени и Приз зрительских симпатий[5].
- 2016 г. Международный фестиваль «Кино и Литература» (The Great Indian Film and Literature Festival) в г. Гургаоне (Индия): Главный приз (Grand Prix)[6].
- 2017 г. Международный кино-фестиваль в Сочи: Лучший художественный фильм[7].